# Предграђе (филм из 2017)
Предграђе (енгл. Suburbicon) амерички је криминалистички филм са елементима црног хумора из 2017. године, у режији Џорџа Клунија. Главне улоге глуме: Мет Дејмон, Џулијана Мур, Ноа Џуп и Оскар Ајзак. Прати благог оца из 1959. године, који мора да се суочи са својим демонима након инвазије на кућу, док се истовремено породица црнаца досељава у насеље које чине искључиво белци. Прича о породици црнаца се темељи на инциденту из 1957. у Левиттауну, у Пенсилванији, у које се доселила породица црнаца, што је довело до расизма и насиља над њима.
Снимање је почело током октобра 2016. године у Лос Анђелесу. Премијерно је приказан 2. септембра 2017. године на Филмском фестивалз у Венецији, док је 27. октобра пуштен у биоскопе у САД, односно 23. новембра у Србији. Добио је негативне рецензије критичара и остварио комерцијални неуспех, зарадивши 12 милиона долара наспрам буџета од 25 милиона долара.

## Радња
Добитници награде Оскара браћа Коен и Џорџ Клуни доносе напету криминалистичку мистерију смештену у 1950. годину у предграђе, где се најбоље и најгоре људске особине одржавају кроз дела наоко мирних и обичних суседа. Предграђе је мирна, идилична приградска заједница с приступачним кућама и уредним травњацима — савршено место за подизање породице, а у лето 1959. године породица Лоџ је управо то учинила. Али мирна спољашност скрива узнемирујућу стварност. Мирна атмосфера заправо прикрива узнемиравајућу истину саткану од издаје, преваре и насиља. Ово је прича о људима с манама који чине лоше ствари.

## Улоге
| Глумац          | Улога           |
| --------------- | --------------- |
| Мет Дејмон      | Гарднер Лоџ     |
| Џулијана Мур    | Роуз            |
| Џулијана Мур    | Маргарет        |
| Ноа Џуп         | Ники Лоџ        |
| Глен Флешлер    | Ајра Слоун      |
| Алекс Хасел     | Луис            |
| Гари Басараба   | Мич             |
| Оскар Ајзак     | Бад Купер       |
| Џек Конли       | Хајтауер        |
| Карима Вестбрук | госпођа Мејерс  |
| Тони Еспиноса   | Енди Мејерс     |
| Лит Берк        | господин Мејерс |
| Мајкл Коен      | Стреч           |
| Меган Фергусон  | Џун             |
| Ричард Кајнд    | Џон Сирс        |